# Аріель Лугасі
Аріель Лугасі (івр. אריאל לוגסי, нар. 24 листопада 2004, Петах-Тіква) — ізраїльський футболіст, лівий вінгер клубу «Маккабі» (Петах-Тіква).

## Клубна кар'єра
Лугасі народився у місті Петах-Тіква і розпочав займатись футболом у місцевому клубі «Хапоель», поки 2015 року не потрапив до школи «Маккабі» (Петах-Тіква).
1 серпня 2021 року Лугасі дебютував у основній команді «Маккабі» (Петах-Тіква), вийшовши на заміну на 77-й хвилині в матчі проти «Хапоеля» (Тель-Авів) у грі Кубка Тото, але не зміг врятувати команду від поразки 0:1.

## Збірна Ізраїлю
Виступав за юнацькі збірні Ізраїлю до 16 та до 18 років.
З юнацькою збірною Ізраїлю до 19 років брав участь у юнацькому чемпіонаті Європи 2022 року в Словаччині, де зіграв у всім п'яти матчах на турнірі і забив гол у грі групового етапу проти Австрії (4:2), а його збірна стала віце-чемпіоном Європи і вперше у своїй історії кваліфікувалась на молодіжний чемпіонат світу 2023 року.